# Racine Coly
Racine Coly (Dakar, 8 de diciembre de 1995) es un futbolista senegalés que juega de defensa en el Istanbulspor de la TFF Primera División.

## Selección nacional
Formó parte del plantel de Senegal sub-20 que jugó la final del Campeonato Juvenil Africano de 2015.
Es internacional absoluto con la selección de Senegal desde 2019.

## Estadísticas
Actualizado al último partido disputado el 15 de mayo de 2025.
| Brescia Calcio · Italia | 2.ª           | 2013-14       | 7   | 0 | 0  | 0 | — | — | 7   | 0 |
| Brescia Calcio · Italia | 2.ª           | 2014-15       | 24  | 0 | 1  | 0 | — | — | 25  | 0 |
| Brescia Calcio · Italia | 2.ª           | 2015-16       | 34  | 0 | 2  | 0 | — | — | 36  | 0 |
| Brescia Calcio · Italia | 2.ª           | 2016-17       | 36  | 5 | 0  | 0 | — | — | 36  | 5 |
| Brescia Calcio · Italia | 2.ª           | 2017-18       | 1   | 0 | 2  | 0 | — | — | 3   | 0 |
| Brescia Calcio · Italia | Total club    | Total club    | 102 | 5 | 5  | 0 | 0 | 0 | 107 | 5 |
| O. G. C. Niza Francia | 1.ª           | 2017-18       | 7   | 0 | —  | — | 2 | 0 | 9   | 0 |
| O. G. C. Niza Francia | 1.ª           | 2018-19       | 9   | 0 | 2  | 0 | — | — | 11  | 0 |
| O. G. C. Niza Francia | 1.ª           | 2019-20       | 10  | 1 | 1  | 0 | — | — | 11  | 1 |
| F. C. Famalicão Portugal | 1.ª           | 2019-20       | 14  | 0 | 2  | 0 | — | — | 16  | 0 |
| F. C. Famalicão Portugal | Total club    | Total club    | 14  | 0 | 2  | 0 | 0 | 0 | 16  | 0 |
| O. G. C. Niza Francia | 1.ª           | 2020-21       | 1   | 0 | 0  | 0 | 2 | 0 | 3   | 0 |
| O. G. C. Niza Francia | Total club    | Total club    | 27  | 1 | 3  | 0 | 4 | 0 | 34  | 1 |
| Amiens S. C. Francia | 2.ª           | 2020-21       | 15  | 0 | 1  | 0 | — | — | 16  | 0 |
| Amiens S. C. Francia | Total club    | Total club    | 15  | 0 | 1  | 0 | 0 | 0 | 16  | 0 |
| G. D. Estoril Praia Portugal | 1.ª           | 2021-22       | 2   | 0 | 1  | 0 | — | — | 3   | 0 |
| G. D. Estoril Praia Portugal | 1.ª           | 2022-23       | 0   | 0 | 0  | 0 | — | — | 0   | 0 |
| G. D. Estoril Praia Portugal | Total club    | Total club    | 2   | 0 | 1  | 0 | 0 | 0 | 3   | 0 |
| Istanbulspor Turquía | 1.ª           | 2023-24       | 22  | 1 | 1  | 0 | — | — | 23  | 1 |
| Istanbulspor Turquía | 2.ª           | 2024-25       | 26  | 1 | 3  | 0 | — | — | 29  | 1 |
| Istanbulspor Turquía | Total club    | Total club    | 48  | 2 | 4  | 0 | 0 | 0 | 52  | 2 |
| Total carrera | Total carrera | Total carrera | 208 | 8 | 16 | 0 | 4 | 0 | 228 | 8 |
| (1) Incluye datos de la Copa de Italia, la Copa de Francia, la Copa de la Liga de Francia, la Copa de Portugal y la Copa de Turquía. (2) Incluye datos de la Liga Europa de la UEFA. |               |               |     |   |    |   |   |   |     |   |